# ₔ
Cette page contient des caractères spéciaux ou non latins. S’ils s’affichent mal (▯, ?, etc.), consultez la page d’aide Unicode.
ₔ, appelée schwa en indice, schwa inférieur ou lettre modificative schwa en indice, est un symbole utilisé dans la transcription indo-européenne. Il est formé de la lettre latine schwa mise en indice.

## Utilisation
Le schwa en indice est utilisé dans la transcription de l’indo-européen commun pour indiquer une voyelle épenthétique qui a probablement été initialement brève.
Il est parfois utilisé pour indiquer la présence d’une voyelle moyenne centrale [ə] inaudible.
En français, certains auteurs utilisent le schwa en indice pour noter l’emplacement lexical de la voyelle centrale élidée, par exemple déguisement [de.ɡizₔ.ˈmɑ̃ː], mouvement [muvₔ.ˈmɑ̃ː].
Il est aussi parfois noté avec un schwa barré.

## Représentations informatiques
La lettre modificative schwa en indice peut être représentée avec les caractères Unicode suivants (extensions phonétiques) :
| formes       | représentations | chaînes de caractères | points de code | descriptions                  | note                             |
| ------------ | --------------- | --------------------- | -------------- | ----------------------------- | -------------------------------- |
| modificative | ₔ               | ₔ                     | U+2094         | indice lettre minuscule schwa | codée pour le symbole phonétique |

## Sources
- (en) Amir Azad Adli Al Kathiri et Julien Dufour, « The Morphology of the Basic Verbal Stems in Eastern Jibbali/Śħrḗt », Journal of Semitic Studies, vol. 65, no 1,‎ février 2020, p. 171-222 (DOI 10.1093/jss/fgz035, lire en ligne)
- (en) Deborah Anderson et Michael Everson, Proposal to encode six Indo-Europeanist phonetic characters in the UCS (no N2788, L2/04-191), 7 juin 2002 (lire en ligne)
- (en) Lisa Moore, « Indo-European laryngeals (A.16) », dans UTC #99 Minutes, 13 aout 2004 (lire en ligne)
- (en) Rolf Noyer, Linguistics 051, Proto-Indo-European Language and Society, Proto-Indo-European Sound System, 2011 (lire en ligne)
- Yvan Rose et Christophe dos Santos, « Stress domain effects in French phonology and phonological development. Selected Papers from the 38th Linguistic Symposium on Romance Languages », dans Karlos Arregi et al., Romance linguistics: Interactions in Rome, John Benjamins B.V., 2010 (ISBN 978-90-272-4831-2, DOI 10.1075/cilt.313.10ros , HAL hal-01996413), p. 89-104